# Persone di nome Bruce
| Questa pagina contiene informazioni ricavate automaticamente dalle voci biografiche con l'ausilio del template Bio e di un bot. L'aggiornamento è periodico e automatico e ricostruisce completamente la pagina. Se manca una persona in questa lista, sei pregato di non aggiungerla, ma accertati piuttosto che la sua voce biografica contenga il template Bio e che i dati anagrafici siano correttamente compilati. Se il template Bio manca, inseriscilo tu stesso o, in alternativa, metti l'avviso {{tmp\|Bio}} che ne segnala la mancanza. Se i dati riportati sono sbagliati, correggi direttamente la voce biografica; le modifiche saranno visibili in questa lista entro pochi giorni. Per chiarimenti vedi il progetto antroponimi. La lista contiene solo le 240 persone che sono citate nell'enciclopedia e per le quali è stato implementato correttamente il template Bio. Pagina aggiornata al 16 ott 2024. |

Questa è una lista di persone presenti nell'enciclopedia che hanno il prenome Bruce, suddivise per attività principale.

## Allenatori di calcio(3)
- Bruce Abdoulaye, allenatore di calcio e ex calciatore francese (Château-Thierry, n. 1982)
- Bruce Arena, allenatore di calcio statunitense (Brooklyn, n. 1951)
- Bruce Stowell, allenatore di calcio e ex calciatore inglese (Bradford, n. 1941)

## Allenatori di football americano(1)
- Bruce Matthews, allenatore di football americano e ex giocatore di football americano statunitense (Raleigh, n. 1961)

## Allenatori di hockey su ghiaccio(1)
- Bruce Boudreau, allenatore di hockey su ghiaccio e ex hockeista su ghiaccio canadese (Toronto, n. 1955)

## Allenatori di pallacanestro(2)
- Bruce Pearl, allenatore di pallacanestro statunitense (Boston, n. 1960)
- Bruce Weber, allenatore di pallacanestro statunitense (Milwaukee, n. 1956)

## Ammiragli(1)
- Bruce Fraser, I barone Fraser di Capo Nord, ammiraglio britannico (Acton, n. 1888 - Londra, † 1981)

## Animatori(2)
- Bruce Bickford, animatore statunitense (Seattle, n. 1947 - † 2019)
- Bruce Timm, animatore, fumettista e sceneggiatore statunitense (Oklahoma, n. 1961)

## Annunciatori televisivi(1)
- Bruce Buffer, annunciatore televisivo statunitense (Tulsa, n. 1957)

## Archeologi(1)
- Bruce Trigger, archeologo canadese (Preston, n. 1937 - Montréal, † 2006)

## Architetti(2)
- Bruce Goff, architetto statunitense (Alton, n. 1904 - Tyler, † 1982)
- Bruce Graham, architetto colombiano (La Cumbre, n. 1925 - Hobe Sound, † 2010)

## Architetti del paesaggio(1)
- Bruce Kelly, architetto del paesaggio statunitense (Wrens, n. 1948 - New York, † 1993)

## Artisti marziali(1)
- Bruce Lee, artista marziale e attore cinese (San Francisco, n. 1940 - Hong Kong, † 1973)

## Astronauti(2)
- Bruce McCandless, astronauta e ingegnere statunitense (Boston, n. 1937 - Conifer, † 2017)
- Bruce Melnick, ex astronauta statunitense (New York, n. 1949)

## Astronomi(2)
- Bruce Edward Behymer, astronomo statunitense
- Bruce A. Segal, astronomo statunitense (n. 1959)

## Atleti paralimpici(1)
- Bruce Wallrodt, atleta paralimpico australiano (Bunbury, n. 1951 - Perth, † 2019)

## Attori(35)
- Bruce Abbott, attore statunitense (Portland, n. 1954)
- Bruce Adler, attore statunitense (New York, n. 1944 - Davie, † 2008)
- Bruce Altman, attore statunitense (The Bronx, n. 1955)
- Bruce Barry, attore australiano (Gympie, n. 1934 - Sydney, † 2017)
- Bruce Bennett, attore e pesista statunitense (Tacoma, n. 1906 - Santa Monica, † 2007)
- Bruce Boxleitner, attore e scrittore statunitense (Elgin, n. 1950)
- Bruce Cabot, attore statunitense (Carlsbad, n. 1904 - Los Angeles, † 1972)
- Bruce Campbell, attore, produttore cinematografico e scrittore statunitense (Royal Oak, n. 1958)
- Alan Campbell, attore statunitense (Homestead, n. 1957)
- Bruce Carradine, attore statunitense (Los Angeles, n. 1933)
- Bruce Cowling, attore statunitense (Oklahoma, n. 1919 - Los Angeles, † 1986)
- Bruce Davison, attore statunitense (Filadelfia, n. 1946)
- Bruce Dern, attore statunitense (Chicago, n. 1936)
- Bruce Dinsmore, attore e doppiatore canadese (Vancouver, n. 1965)
- Bruce M. Fischer, attore statunitense (Greensboro, n. 1936 - † 2018)
- Bruce Glover, attore statunitense (Chicago, n. 1932)
- Bruce Gordon, attore statunitense (Fitchburg, n. 1916 - Santa Fe, † 2011)
- Bruce Gordon, attore e regista sudafricano (Johannesburg)
- Bruce Harwood, attore canadese (North Vancouver, n. 1963)
- Bruce Horak, attore canadese (Calgary, n. 1974)
- Bruce Jarchow, attore statunitense (Evanston, n. 1948)
- Bruce Kirby, attore statunitense (New York, n. 1925 - Los Angeles, † 2021)
- Bruce Le, attore e artista marziale birmano (Birmania, n. 1950)
- Bruce MacVittie, attore statunitense (Providence, n. 1956 - New York, † 2022)
- Bruce McCulloch, attore, regista e comico canadese (Edmonton, n. 1961)
- Bruce McGill, attore statunitense (San Antonio, n. 1950)
- Bruce Montague, attore britannico (Deal, n. 1939 - † 2022)
- Bruce Myers, attore e regista teatrale britannico (Radcliffe, n. 1942 - Parigi, † 2020)
- Bruce Myles, attore e regista cinematografico australiano (Sydney, n. 1940)
- Bruce Payne, attore inglese (Woking, n. 1958)
- Bruce Smith, attore statunitense (n. 1880 - New York, † 1942)
- Bruce Spence, attore neozelandese (Auckland, n. 1945)
- Bruce Thomas, attore statunitense (Stati Uniti, n. 1961)
- Bruce Weitz, attore statunitense (Norwalk, n. 1943)
- Bruce A. Young, attore statunitense (Wilmette, n. 1956)

## Attori pornografici(1)
- Bruce Venture, attore pornografico statunitense (San Ramon, n. 1985)

## Autori di giochi(1)
- Bruce Heard, autore di giochi francese (Nizza, n. 1957)

## Autori di videogiochi(1)
- Bruce Straley, autore di videogiochi, artista e designer statunitense (New York, n. 1978)

## Avvocati(1)
- Bruce Buck, avvocato e dirigente sportivo statunitense (New York, n. 1940)

## Bassisti(1)
- Bruce Turgon, bassista, tastierista e compositore statunitense (Chili, n. 1952)

## Batteristi(1)
- Bruce Slesinger, batterista statunitense

## Biblisti(2)
- Bruce Chilton, biblista statunitense (Roslyn, n. 1949)
- Bruce Metzger, biblista e traduttore statunitense (Middletown, n. 1914 - Princeton, † 2007)

## Biologi(6)
- Bruce Bagemihl, biologo e linguista canadese
- Bruce Frederick Cummings, biologo e scrittore inglese (Barnstaple, n. 1889 - Gerrards Cross, † 1919)
- Bruce Edwards Ivins, biologo statunitense (Lebanon, n. 1946 - Frederick, † 2008)
- Bruce Lipton, biologo statunitense (Mount Kisco, n. 1944)
- Bill Mollison, biologo, agronomo e naturalista australiano (Stanley, n. 1928 - Hobart, † 2016)
- Bruce Voeller, biologo statunitense (Minneapolis, n. 1935 - † 1994)

## Bobbisti(1)
- Bruce Tasker, ex bobbista e ex velocista britannico (Lawrenny, n. 1987)

## Calciatori(12)
- Bruce Anderson, calciatore scozzese (Banff, n. 1998)
- Bruce Bvuma, calciatore sudafricano (Johannesburg, n. 1995)
- Bruce Djité, calciatore australiano (Washington, n. 1987)
- Bruce Dyer, ex calciatore inglese (Ilford, n. 1975)
- Bruce Grobbelaar, ex calciatore e allenatore di calcio zimbabwese (Durban, n. 1957)
- Bruce Kamau, calciatore keniota (Nairobi, n. 1995)
- Bruce Kangwa, calciatore zimbabwese (Bulawayo, n. 1988)
- Bruce Miller, ex calciatore canadese (Vancouver, n. 1957)
- Bruce Murray, ex calciatore e ex giocatore di calcio a 5 statunitense (Germantown, n. 1966)
- Bruce Musakanya, calciatore zambiano (Lusaka, n. 1994)
- Bruce Rioch, ex calciatore e allenatore di calcio scozzese (Aldershot, n. 1947)
- Bruce Wilson, ex calciatore canadese (Vancouver, n. 1951)

## Cantanti(4)
- Jobriath, cantante statunitense (Filadelfia, n. 1946 - † 1983)
- Bruce Prochnik, cantante e attore britannico (Watford, n. 1948)
- Rayvon, cantante barbadiano (n. 1968)
- Dr. Robert, cantante britannico (Haddington, n. 1961)

## Cantautori(4)
- Bruce Channel, cantautore statunitense (Jacksonville, n. 1940)
- Bruce Cockburn, cantautore canadese (Ottawa, n. 1945)
- Bruce Soord, cantautore, polistrumentista e produttore discografico britannico (Arnstein, n. 1972)
- Bruce Springsteen, cantautore e chitarrista statunitense (Long Branch, n. 1949)

## Cavalieri(1)
- Bruce Davidson, cavaliere statunitense (n. 1949)

## Cestisti(9)
- Bruce Bowen, ex cestista statunitense (Merced, n. 1971)
- Bruce Brown, cestista statunitense (Boston, n. 1996)
- Bruce Campbell, cestista statunitense (New Haven, n. 1955 - † 2013)
- Bruce Douglas, ex cestista statunitense (Quincy, n. 1964)
- Bruce Drake, cestista, giocatore di football americano e allenatore di pallacanestro statunitense (Gentry, n. 1905 - Norman, † 1983)
- Bruce Flowers, ex cestista statunitense (Rochester, n. 1957)
- Bruce Kuczenski, ex cestista statunitense (Bristol, n. 1961)
- Bruce Massey, cestista statunitense (Germantown, n. 1990)
- Bruce Seals, cestista e allenatore di pallacanestro statunitense (New Orleans, n. 1953 - † 2020)

## Chitarristi(6)
- C.C. DeVille, chitarrista statunitense (New York, n. 1962)
- Bruce Gaitsch, chitarrista, compositore e produttore discografico statunitense (Chicago, n. 1953)
- Bruce Kulick, chitarrista statunitense (New York, n. 1953)
- Bruce Langhorne, chitarrista e polistrumentista statunitense (Tallahassee, n. 1938 - Los Angeles, † 2017)
- Bruce Welch, chitarrista, cantante e produttore discografico britannico (Bognor Regis, n. 1941)
- Bruce Woolley, chitarrista, compositore e produttore discografico britannico (Shepshed, n. 1953)

## Compositori(2)
- Bruce Broughton, compositore statunitense (Los Angeles, n. 1945)
- Bruce Haack, compositore e produttore discografico canadese (Alberta, n. 1931 - West Chester, † 1988)

## Conduttori televisivi(1)
- Bruce Forsyth, conduttore televisivo e attore britannico (Edmonton, n. 1928 - Virginia Water, † 2017)

## Costituzionalisti(1)
- Bruce Ackerman, costituzionalista statunitense (New York, n. 1943)

## Criminali(1)
- Bruce McGregor Davis, criminale statunitense (Monroe, Louisiana, n. 1942)

## Critici letterari(1)
- Bruce Bawer, critico letterario, scrittore e poeta statunitense (New York, n. 1956)

## Crittografi(1)
- Bruce Schneier, crittografo e saggista statunitense (New York, n. 1963)

## Designer(1)
- Bruce Mau, designer canadese (Greater Sudbury, n. 1959)

## Direttori della fotografia(1)
- Bruce Surtees, direttore della fotografia statunitense (Los Angeles, n. 1937 - † 2012)

## Dirigenti d'azienda(3)
- Bruce Allen, manager e imprenditore canadese (Vancouver, n. 1945)
- Bruce Iglauer, manager statunitense (Ann Arbor, n. 1947)
- Bruce Kovner, manager statunitense (New York City, n. 1945)

## Dirigenti sportivi(1)
- Bruce Arians, dirigente sportivo e allenatore di football americano statunitense (Paterson, n. 1952)

## Disc jockey(1)
- Sigala, disc jockey e produttore discografico britannico (Norwich, n. 1992)

## Drammaturghi(1)
- Bruce Norris, drammaturgo e attore statunitense (Houston, n. 1960)

## Fisici(1)
- Bruce Maccabee, fisico statunitense (Rutland, n. 1942 - Lima, † 2024)

## Fotografi(4)
- Bruce Bellas, fotografo statunitense (Alliance, n. 1909 - Canada, † 1974)
- Bruce Davidson, fotografo statunitense (Oak Park, n. 1933)
- Bruce Nauman, fotografo, incisore e scultore statunitense (Fort Wayne, n. 1941)
- Bruce Weber, fotografo e regista statunitense (Greensburg, n. 1946)

## Fumettisti(2)
- Bruce Jones, fumettista, romanziere e illustratore statunitense (Kansas City, n. 1946)
- Bruce Petty, fumettista, scultore e regista australiano (Melbourne, n. 1929 - † 2023)

## Generali(2)
- Bruce Clarke, generale statunitense (Adams, n. 1901 - Washington, † 1988)
- Bruce Hamilton, generale britannico (n. 1857 - † 1936)

## Genetisti(1)
- Bruce Alberts, genetista statunitense (Chicago, n. 1938)

## Geologi(1)
- Bruce C. Murray, geologo statunitense (New York, n. 1931 - Oceanside, † 2013)

## Giocatori di baseball(2)
- Bruce Bochy, ex giocatore di baseball e allenatore di baseball statunitense (Landes de Bussac, n. 1955)
- Bruce Chen, ex giocatore di baseball panamense (Panama, n. 1977)

## Giocatori di calcio a 5(1)
- Bruce Thurlow, ex giocatore di calcio a 5 australiano (n. 1962)

## Giocatori di curling(1)
- Bruce Mouat, giocatore di curling britannico (Edimburgo, n. 1994)

## Giocatori di football americano(19)
- Bruce Armstrong, ex giocatore di football americano statunitense (Miami, n. 1965)
- Bruce Campbell, giocatore di football americano statunitense (Hamden, n. 1988)
- Bruce Carter, giocatore di football americano statunitense (Havelock, n. 1988)
- Bruce Clark, ex giocatore di football americano statunitense (New Castle, n. 1958)
- Bruce Collie, ex giocatore di football americano tedesco (Norimberga, n. 1962)
- B.J. Daniels, ex giocatore di football americano statunitense (Tallahassee, n. 1989)
- Bruce Davis, giocatore di football americano statunitense (Los Angeles, n. 1985)
- Bruce Ellington, giocatore di football americano statunitense (Moncks Corner, n. 1991)
- Bruce Gradkowski, ex giocatore di football americano statunitense (Pittsburgh, n. 1983)
- Bruce Harper, ex giocatore di football americano statunitense (Englewood, n. 1956)
- Bruce Irvin, giocatore di football americano statunitense (Atlanta, n. 1987)
- Bruce Mathison, ex giocatore di football americano statunitense (Superior, n. 1959)
- Bruce Miller, ex giocatore di football americano statunitense (Canton, n. 1987)
- Bruce Pickens, ex giocatore di football americano statunitense (Kansas City, n. 1968)
- Bruce Scholtz, ex giocatore di football americano statunitense (La Grange, n. 1958)
- Bruce Smith, ex giocatore di football americano statunitense (Norfolk, n. 1963)
- Bruce Smith, giocatore di football americano statunitense (Faribault, n. 1920 - † 1967)
- Bruce Taylor, ex giocatore di football americano statunitense (Perth Amboy, n. 1948)
- Bruce Wilkerson, ex giocatore di football americano statunitense (Luodon, n. 1964)

## Giornalisti(1)
- Bruce Alexander Cook, giornalista e scrittore statunitense (Chicago, n. 1932 - Los Angeles, † 2003)

## Immunologi(1)
- Bruce Beutler, immunologo statunitense (Chicago, n. 1957)

## Imprenditori(1)
- Bruce Flatt, imprenditore canadese (Winnipeg, n. 1965)

## Informatici(2)
- Bruce Perens, informatico statunitense (n. 1958)
- Bruce Tognazzini, informatico statunitense (n. 1945)

## Inventori(1)
- Bruce Kirby, inventore, designer e velista canadese (Ottawa, n. 1929 - † 2021)

## Kickboxer(1)
- Bruce Macfie, kickboxer, thaiboxer e artista marziale australiano (Dalby, n. 1978)

## Latinisti(1)
- Bruce Thornton, latinista e critico letterario statunitense (Contea di Fresno, n. 1953)

## Lottatori(1)
- Bruce Baumgartner, ex lottatore statunitense (Haledon, n. 1960)

## Musicisti(4)
- Bruce Fairbairn, musicista e produttore discografico canadese (Vancouver, n. 1949 - † 1999)
- Bruce Foxton, musicista e cantante inglese (Woking, n. 1955)
- Bruce Palmer, musicista canadese (Liverpool, n. 1946 - Belleville, † 2004)
- Bruce Waibel, musicista statunitense (Dover, n. 1958 - Florida, † 2003)

## Nuotatori(3)
- Bruce Bourke, nuotatore e pallanuotista australiano (Brighton-Le-Sands, n. 1929 - † 2023)
- Bruce Furniss, ex nuotatore statunitense (n. 1957)
- Bruce Robertson, ex nuotatore canadese (Vancouver, n. 1953)

## Ornitologi(1)
- Bruce Beehler, ornitologo statunitense (Baltimora, n. 1951)

## Pianisti(1)
- Bruce Liu, pianista canadese (Parigi, n. 1997)

## Piloti automobilistici(2)
- Bruce Halford, pilota di Formula 1 britannico (Hampton-in-Arden, n. 1931 - Chruston Ferres, † 2001)
- Bruce McLaren, pilota automobilistico e ingegnere neozelandese (Auckland, n. 1937 - Goodwood, † 1970)

## Piloti motociclistici(2)
- Bruce Anstey, pilota motociclistico neozelandese (Wellington, n. 1969)
- Bruce Beale, pilota motociclistico zimbabwese (n. 1941 - † 2002)

## Pittori(2)
- Bruce Conner, pittore, scultore e regista statunitense (McPherson, n. 1933 - San Francisco, † 2008)
- Bruce Obomeyoma Onobrakpeya, pittore, scultore e incisore nigeriano (Agbara-Otor, n. 1932)

## Politici(8)
- Bruce Babbitt, politico e avvocato statunitense (Flagstaff, n. 1938)
- Bruce Botelho, politico statunitense (Juneau, n. 1948)
- Bruce Braley, politico e avvocato statunitense (Grinnell, n. 1957)
- Bruce Millan, politico britannico (Dundee, n. 1927 - Glasgow, † 2013)
- Bruce Poliquin, politico statunitense (Waterville, n. 1953)
- Bruce Rauner, politico e imprenditore statunitense (Chicago, n. 1956)
- Bruce Vento, politico statunitense (Saint Paul, n. 1940 - Saint Paul, † 2000)
- Bruce Westerman, politico statunitense (Hot Springs, n. 1967)

## Politologi(1)
- Bruce Gilley, politologo statunitense (n. 1966)

## Produttori cinematografici(2)
- Bruce Cohen, produttore cinematografico statunitense (Falls Church, n. 1961)
- Bruce Howell, produttore cinematografico e doppiatore statunitense (Los Angeles)

## Produttori discografici(3)
- Bruce Botnick, produttore discografico statunitense (n. 1945)
- Bruce Pavitt, produttore discografico statunitense (n. 1959)
- Bruce Swedien, produttore discografico statunitense (Minneapolis, n. 1934 - Gainesville, † 2020)

## Psichiatri(1)
- Bruce Greyson, psichiatra e psicologo statunitense (n. 1946)

## Psicologi(1)
- Bruce Tuckman, psicologo statunitense (n. 1938 - † 2016)

## Pugili(1)
- Bruce Seldon, ex pugile statunitense (Atlantic City, n. 1967)

## Rapper(1)
- Hussein Fatal, rapper statunitense (Montclair, n. 1973 - Contea di Banks, † 2015)

## Registi(13)
- Bruce Baillie, regista statunitense (Aberdeen, n. 1931 - Camano, † 2020)
- Bruce Beresford, regista australiano (Sydney, n. 1940)
- Bruce Brown, regista, sceneggiatore e produttore cinematografico statunitense (San Francisco, n. 1937 - Santa Barbara, † 2017)
- Christopher Cain, regista e sceneggiatore statunitense (Sioux Falls, n. 1943)
- Bruce A. Evans, regista, scenografo e produttore cinematografico statunitense (Long Beach, n. 1946)
- Bruce Malmuth, regista e attore statunitense (Brooklyn, n. 1934 - Los Angeles, † 2005)
- Bruce McDonald, regista, sceneggiatore e produttore cinematografico canadese (Kingston, n. 1959)
- Bruce M. Mitchell, regista e attore statunitense (n. 1883 - † 1952)
- Bruce Paltrow, regista, sceneggiatore e produttore televisivo statunitense (New York, n. 1943 - Roma, † 2002)
- Bruce Pittman, regista, sceneggiatore e montatore canadese (Toronto, n. 1950)
- Bruce Robinson, regista, sceneggiatore e attore britannico (Broadstairs, n. 1946)
- Bruce Seven, regista e produttore cinematografico statunitense (n. 1946 - † 2000)
- Bruce Sinofsky, regista, produttore cinematografico e montatore statunitense (Boston, n. 1956 - † 2015)

## Rugbisti a 15(3)
- Bruce Douglas, rugbista a 15 scozzese (Edimburgo, n. 1980)
- Bruce Hay, rugbista a 15 e allenatore di rugby a 15 britannico (Edimburgo, n. 1950 - † 2007)
- Bruce Reihana, ex rugbista a 15 neozelandese (Thames, n. 1976)

## Scacchisti(1)
- Bruce Pandolfini, scacchista statunitense (Lakewood, n. 1947)

## Sceneggiatori(4)
- Bruce Feirstein, sceneggiatore statunitense (Maplewood, n. 1956)
- Bruce Manning, sceneggiatore e produttore cinematografico statunitense (New York, n. 1902 - Encino, † 1965)
- Bruce Joel Rubin, sceneggiatore, regista e produttore cinematografico statunitense (Detroit, n. 1943)
- Bruce Vilanch, sceneggiatore, compositore e attore statunitense (New York, n. 1948)

## Scrittori(7)
- Bruce Balan, scrittore statunitense (Long Beach, n. 1959)
- Bruce Bethke, scrittore statunitense (Milwaukee, n. 1955)
- Bruce DeSilva, scrittore e giornalista statunitense (Taunton, n. 1946)
- Bruce Marshall, scrittore britannico (Edimburgo, n. 1899 - Biot, † 1987)
- Bruce Lee Rothschild, scrittore e matematico statunitense (Los Angeles, n. 1941)
- Bruce Wagner, scrittore e sceneggiatore statunitense (Madison, n. 1954)
- Bruce Alan Wallace, scrittore statunitense (Pasadena, n. 1950)

## Tastieristi(1)
- Bruce Hornsby, tastierista, polistrumentista e cantante statunitense (Williamsburg, n. 1954)

## Tennisti(2)
- Bruce Derlin, ex tennista neozelandese (Sydney, n. 1961)
- Bruce Manson, ex tennista statunitense (Los Angeles, n. 1956)

## Tenori(1)
- Bruce Ford, tenore statunitense (Lubbock, n. 1956)

## Tuffatori(2)
- Bruce Harlan, tuffatore statunitense (Lansdowne, n. 1926 - Norwalk, † 1959)
- Bruce Kimball, tuffatore statunitense (Ann Arbor, n. 1963)

## Ultramaratoneti(1)
- Bruce Fordyce, ultramaratoneta sudafricano (Hong Kong, n. 1955)

## Wrestler(3)
- Bruce Hart, ex wrestler canadese (Alberta, n. 1950)
- Butch Reed, wrestler e giocatore di football americano statunitense (Warrensburg, n. 1954 - Warrensburg, † 2021)
- Buzz Sawyer, wrestler statunitense (St. Petersburg, n. 1959 - Sacramento, † 1992)

## Youtuber(1)
- Bruce Benamran, youtuber e divulgatore scientifico francese (Strasburgo, n. 1977)

## Senza attività specificata(3)
- Bruce Nicholson, effettista statunitense
- Bruce Prichard (El Paso, n. 1963)
- Bruce Sansom, ex ballerino britannico (Newbury, n. 1963)